# عبد العزيز الخياط
عبد العزيز الخياط، (1891-1970)، من رجال القضاء في العراق.

## الولادة والنشأة
هو عبد العزيز بن عبد الحميد الخياط، ولد ببغداد سنة 1891، وفيها نشأ، وأكمل دراسته الاعدادية الملكية ببغداد، ثم أكمل دراسته العالية في دار الفنون العثمانية (شعبة الحقوق) في استانبول وتخرج بدرجة ممتاز سنة 1910.

## وظائفه واعماله
وفي سنة 1911 عين مستنطقاً (محققا) في قضاء حيفا في فلسطين. ثم رئيسا لمحكمة بداءة صيدا.
وفي عهد الملك فيصل الأول عين حاكما في إحدى المدن السورية، ثم مديرا لشرطة حلب، ثم معاونا للنيابة العامة.
وفي عهد الفرنسيين عين نائبا عاما في محكمة حلب ثم عاد إلى بغداد وزاول مهنة المحاماة حتى عين حاكما في بداءة بغداد سنة 1923م، ثم حاكما في الجزاء والصلح واستئناف التسوية.
كما عين مدرسا في كلية الامام الاعظم سنة 1924
وعين بعد ذلك بوظيفة المدعي العام، ثم عضوا في محكمة تمييز العراق.
كان به عوق في إحدى رجليه، فكان يعرف بين الناس بالحاكم الأعرج.
أحيل على التقاعد سنة 1953.
انتخب بعد ذلك عضوا في مجلس النواب العراقي حتى آذار 1958م
كان محبا للخير، وقد ساهم في الخدمات الاجتماعية، وكان عضواً في جمعية التفيض وجمعية الشبان المسلمين والجمعية الخيرية الإسلامية، والميتم الإسلامي.

## وفاته
توفي في 2 ربيع الأول سنة 1390 هـ/ 8 أيار 1970م، وشيع بموكب مهيب ودفن في مقبرة الخيزران.
ورثاه الشيخ محمد بهجة الأثري بأبيات كتبت على شاهد قبره قال فيها: